# Nuraghe Pranu
Il nuraghe Pranu è un nuraghe situato nel territorio di Ulassai, nella provincia di Nuoro, è il secondo più grande dopo nuraghe s'Ulimu del territorio comunale, fa parte del complesso della zona di "Neuletta", dove in più di lui sono presenti altri due nuraghi e un piccolo villaggio megalitico, chiamati in sardo locale Nuragheddos.

## Locazione
Il nuraghe Pranu si trova nel tacco meridionale, sovrasta da sud la valle di Santa Barbara da un promontorio la cui parte centrale è pianeggiante, per questo motivo si chiama "Pranu" cioè il nuraghe del pianoro, dista 1 km dalle cascate di Lequarci.

## Datazione
Il nuraghe è stato eretto nel periodo che intercorre il Bronzo Medio e il Bronzo Finale intorno quindi al (1400-900) a.C.

## Scavi e studi
Gli studi sono stati fatti dal professor Fernando Pilia sul finire degli anni sessanta, rinvenendo diversi cocci di terracotta, e ben tre scheletri negli anfratti vicini.

## Struttura

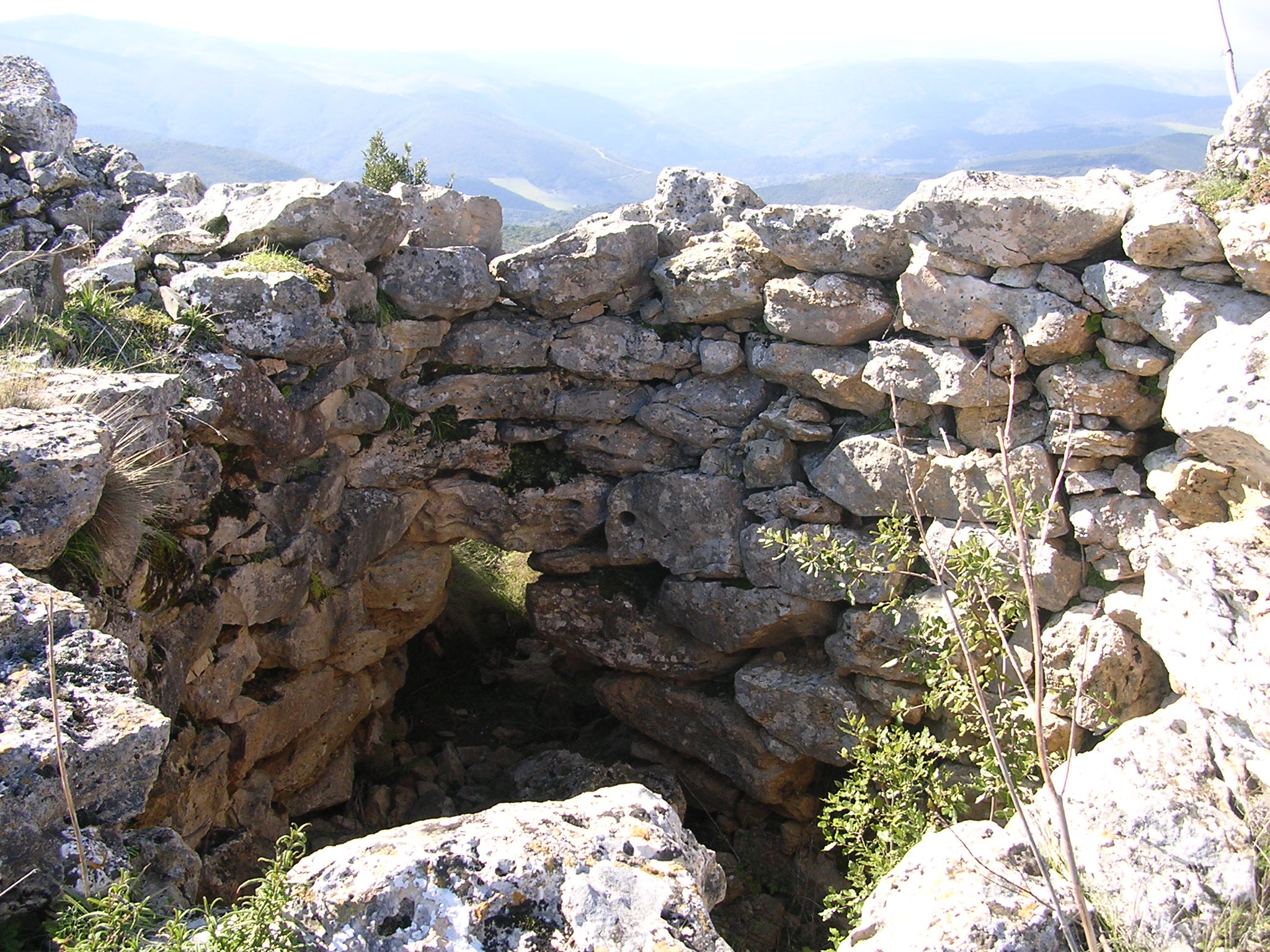
Interno

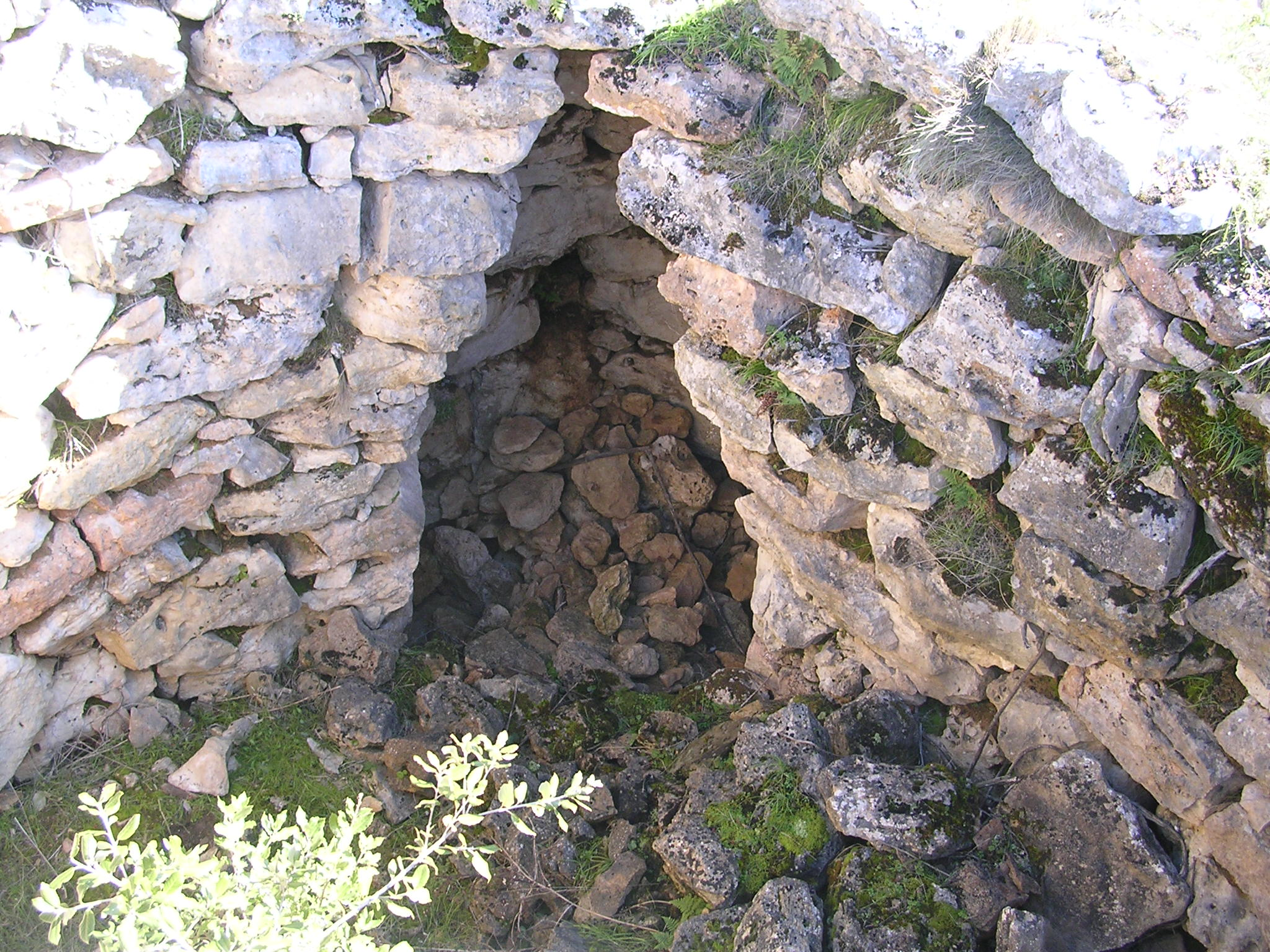
Nicchia est del nuraghe

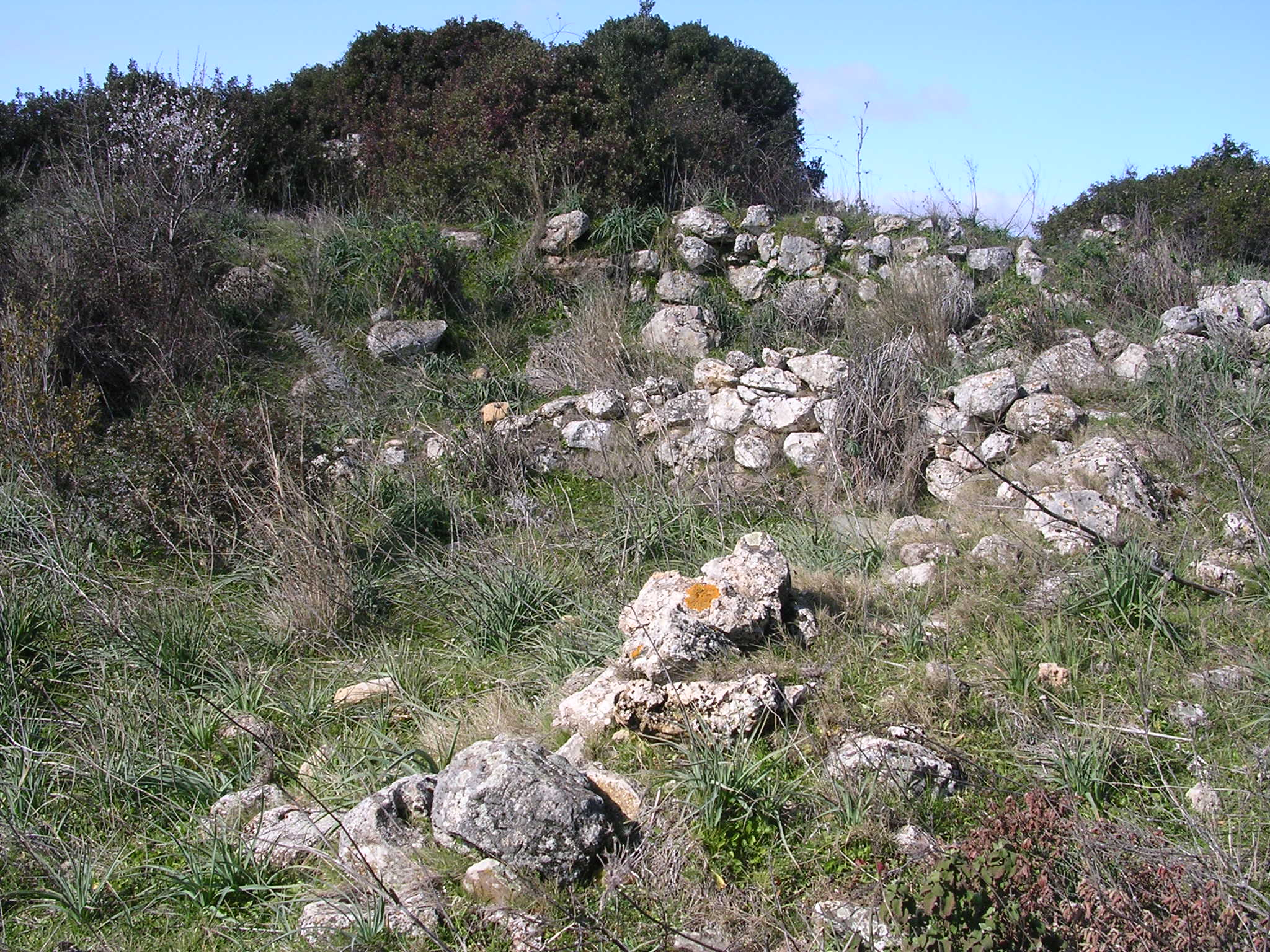
Resti del villaggio nuragico di Nuragheddu, a 150 metri dal nuraghe

La struttura è di tipo monotorre, l'ingresso è rivolto a sud-est, sino ad alcuni anni fa godeva dell'architrave, ora tale parte ha subito dei crolli rendendo il passaggio angusto poiché prima predisponeva di 1,70 cm di altezza ora solo 50 cm, l'altezza complessiva del nuraghe è di 5,50 m, al suo interno la falsa cupola a thòlos è crollata, ma ancora sono ben visibili due nicchie alte entrambe 4 m, larghe 1,70 m, sulla sinistra dell'ingresso è ben visibile la scala elicoidale che porta al piano successivo, ora in parte inagibile. Sul lato est esterno, un muro spesso unito al nuraghe, alto 1 metro prosegue per 5 metri introducendo al dirupo antistante di circa 70 metri. Poco distante dall'edificio c'è un'enorme spaccatura della montagna alta 30 metri, nella quale i nuragici erano soliti albergare sia per difendersi dal caldo, sia per nascondersi da eventuali attacchi nemici.

## Complessi vicini di Nuragheddu
I complessi nuragici vicini al nuraghe sono due, elencati così dallo studioso Pilia:
- Nuragheddu A: è situato a circa 300 metri dal nuraghe, arroccato sul fianco di una roccia, la forma è bitorre, ma molto più piccolo del nuraghe Pranu, la torre centrale è integra sino a tre metri d'altezza, l'ingresso presenta un architrave ad un'altezza di 1,30 m, stando a significare che la struttura è coperta da materiale di crollo, la stanza centrale introduce ad un'altra di forma irregolare, lunga 6 metri per 3.
- Nuragheddu B: è situato a soli 150 metri dal nuraghe Pranu, è in parte crollato e sepolto dal tempo, ma intorno a quest'ultimo si leggono ancora i circoli delle antiche capanne del villaggio che si estendono per una superficie di 200 m per parte.